# Abhandlungen aus dem Gebiet der Auslandskunde
Die Abhandlungen aus dem Gebiet der Auslandskunde sind eine von der Universität Hamburg herausgegebene wissenschaftliche Reihe, die in drei Unterreihen erscheint. Die Reihen bilden eine Fortsetzungen der Abhandlungen des Hamburgischen Kolonialinstituts. Die erste Nummer der Abhandlungen aus dem Gebiet der Auslandskunde waren die Studien zur Geschichte des Konfuzianischen Dogmas und der chinesischen Staatsreligion: das Problem des Tsch'un-Ts'iu und Tung Tschung'schu's Tsch'un-ts'iu fan lu des Sinologen Otto Franke (1863–1946); Hamburg: Friederichsen, 1920 (Abhandlungen aus dem Gebiet der Auslandskunde; 1: Reihe B, Völkerkunde, Kulturgeschichte und Sprache; 1). Auch der ethnographische Klassiker Die Marind-anim von Holländisch-Süd-Neu-Guinea von Paul Wirz (1892–1955) erschien beispielsweise in dieser Reihe.

## Übersicht

### Reihe A: Rechts- und Staatswissenschaften
- Bd. 34/5: Staden, Heinrich von: Aufzeichnungen über den Moskauer Staat (2014) Hrsg. v. Epstein, Fritz T.

### Reihe B: Völkerkunde, Kulturgeschichte und Sprachen
- Bd. 1: Franke, Otto: Studien zur Geschichte des konfuzianischen Dogmas und der chinesischen Staatsreligion (1920)
- Bd. 3: Björkman, Walther: Ofen zur Türkenzeit (2013)
- Bd. 4: Grossmann, Rudolf: Spanien und das elisabethanische Drama (1920)
- Bd. 5: Gebien, Hans: Käfer aus der Familie Tenebrionidae gesammelt auf der „Hamburger deutsch-südwestafrikanischen Studienreise 1911“ (1920)
- Bd. 7; 4: Endemann, Karl: Wörterbuch der Sotho-Sprache (Süd-Afrika) (2012)
- Bd. 8: Schulten, Adolf: Tartessos (1922)
- Bd. 9: Waibel, Leo: Winterregen in Deutsch-Südwest-Afrika (1922)
- Bd. 10; 6: Wirz, Paul: Die Marind-anim von Holländisch-Süd-Neu-Guinea. Band 1, Teil 2 Die religiösen Vorstellungen und die Mythen der Marind-anim, sowie die Herausbildung der totemistisch-sozialen Gruppierungen (2012)
- Bd. 10; 6: Wirz, Paul: Die Marind-anim von Holländisch-Süd-Neu-Guinea. Band 1, Teil 1 Die materielle Kultur der Marind-anim (1922)
- Bd. 11; 7: Vedder, Heinrich: Die Bergdama. I. Teil (1923)
- Bd. 12: Schack, Friedrich: Das deutsche Kolonialrecht in seiner Entwicklung bis zum Weltkriege (1900)
- Bd. 13: Wissenschaftliche Beiträge zur Frage der Erhaltung und Vermehrung der Eingeborenen-Bevölkerung (1923) Hrsg. v. Ittameier, Carl / Feldmann, Hermann
- Bd. 14; 8: Vedder, Heinrich: Die Bergdama. II. Teil (1923)
- Bd. 15: Nissen, Nis Walter: Die südwestgrönländische Landschaft und das Siedlungs-Gebiet der Normannen (1924)
- Bd. 16: Wirz, Paul: Die Marind-anim von Holländisch-Süd-Neu-Guinea. Band 2, Teil 4 Die Marind-anim in ihren Festen, ihrer Kunst und ihren Kenntnissen und Eigenschaften (1925)
- Bd. 16: Wirz, Paul: Die Marind-anim von Holländisch-Süd-Neu-Guinea. Band 2, Teil 3 Das soziale Leben der Marind-anim (1900)
- Bd. 18: Florenz, Karl: Wörterbuch zur altjapanischen Liedersammlung Kokinshãu (1925)
- Bd. 19: Kanter, Helmuth: Das Mar Chiquita in Argentinien, Provincia de Cordoba (1925)
- Bd. 20: Krüger, Fritz: Die Gegenstandskultur Sanabrias und seiner Nachbargebiete (1925)
- Bd. 21: Lindinger, Leonhard: Beiträge zur Kenntnis von Vegetation und Flora der Kanarischen Inseln (1926)
- Bd. 22: Jaunde-Wörterbuch (1926) Hrsg. v. Heepe, Martin / Nekes, Hermann
- Bd. 23: Jürgens, Oskar: Spanische Städte : ihre bauliche Entwicklung und Ausgestaltung (1926)
- Bd. 23: Jürgens, Oskar: Spanische Städte : ihre bauliche Entwicklung und Ausgestaltung (1926) Hrsg. v. Giese, Wilhelm
- Bd. 25; 14: Forke, Alfred: Geschichte der alten chinesischen Philosophie (2010)
- Bd. 25: Forke, Alfred: Geschichte der alten chinesischen Philosophie (1900)
- Bd. 26: Arbeiten über Tropenkrankheiten und deren Grenzgebiete (1927)
- Bd. 27: Urtel, Hermann: Beiträge zur portugiesischen Volkskunde (1928)
- Bd. 28: Björkman, Walter: Beiträge zur Geschichte der Staatskanzlei im islamischen Ägypten. Hamburg: Friederichsen, de Gruyter & Co. 1928
- Bd. 29: Martini, Erich: Beiträge zur medizinischen Entomologie und zur Malaria-Epidemiologie des unteren Wolgagebiets (1928)
- Bd. 36; 17: Rathjens – v. Wissmannsche Südarabien-Reise. Band 1 Sabäische Inschriften (2012)
- Bd. 36: Barthel, Thomas: Grundlagen zur Entzifferung der Osterinselschrift (2013)
- Bd. 41; 21: Forke, Alfred: Geschichte der mittelalterlichen chinesischen Philosophie (2010)
- Bd. 46; 25: Forke, Alfred: Geschichte der neueren chinesischen Philosophie (2010)
- Bd. 53; 29: Friederici, Georg: Amerikanistisches Wörterbuch (2011)
- Bd. 53: Friederici, Georg: Amerikanistisches Wörterbuch und Hilfswörterbuch für den Amerikanisten (1960)
- Bd. 54: Schulten, Adolf: Tartessos (1950)
- Bd. 55: Physische Geographie des Ost-Mbamlandes (1951) Hrsg. v. Thorbecke, Marie Pauline
- Bd. 56: Benl, Oscar: Die Entwicklung der japanischen Poetik bis zum 16. Jahrhundert (1951)
- Bd. 57: Ludwig, Hildegard: Regionale Typen im Jahresgang der Niederschläge in Vorderindien und ihre Beziehung zu Landschaftsgrundlagen (1953)
- Bd. 58: Pabst, Walter: Novellentheorie und Novellendichtung (2014)
- Bd. 59: Trimborn, Hermann: Pascual de Andagoya (1954)
- Bd. 62; 34: Zimmermann, Günter: Die Hieroglyphen der Maya-Handschriften (2012)
- Bd. 63: Dammann, Ernst: Studien zum Kwangali (1957)
- Bd. 65: Todtmann, Emmy Mercedes: Gletscherforschungen auf Island (Vatnajökull) (1960)
- Bd. 66: Lorenz, Erika: Der metaphorische Kosmos der modernen spanischen Lyrik (1936–1956) (1961)
- Bd. 68; 38: Die Relationen Chimalpahin's zur Geschichte Mexicos. Tl 1 Die Zeit bis zur Conquista 1521 (1963)
- Bd. 69; 39: Chimalpahin Quauhtlehuanitzin, Domingo Francisco de San Anton Muñon: Das Jahrhundert nach der Conquista (1522–1615) (1965) Hrsg. v. Zimmermann, Günter
- Bd. 70: Freyer-Schauenburg, Brigitte: Elfenbeine aus dem samischen Heraion (2017)
- Bd. 71: Boden, Dieter: Das Amerikabild im russischen Schrifttum bis zum Ende des 19. Jahrhunderts (1968)

### Reihe C: Naturwissenschaften
- Bd. 1; 2: Schultz, Arved: Die natürlichen Landschaften von Russisch-Turkestan (2016)
- Bd. 7; 3: Gripp, Carl: Beiträge zur Geologie von Mazedonien (1922)
- Bd. 24; 9: Ahrens, Rudolf: Wirtschaftsformen und Landschaft (2016)
- Bd. 55; 15: Thorbecke, Franz: Im Hochland von Mittel-Kamerun (1900)
- Bd. 61; 18: Rohweder, Otto: Die Farinosae in der Vegetation von El Salvador (1956)
- Bd. 67; 20: Praechter, Volkmar: Durban (1961)
- Bd. 72; 21: Sandner, G. / Nuhn, H.: Das nördliche Tiefland von Costa Rica (2017)